# Tumba del marqués Yi de Zeng

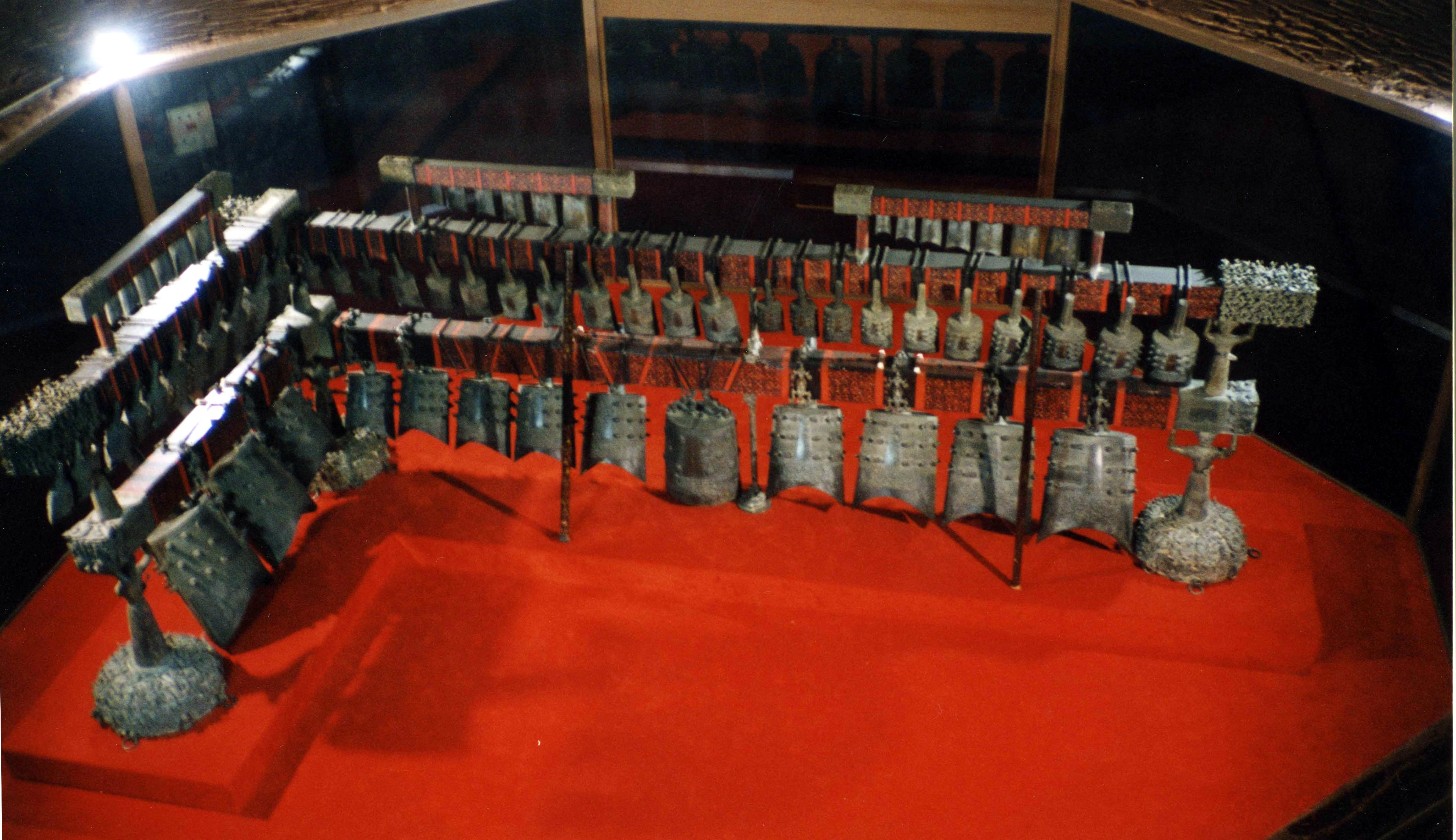
Vista superior del instrumento de percusión Bianzhong, del marqués Yi de Zeng.

La tumba del marqués Yi de Zeng (en chino: 曾侯乙; en pinyin: Zeng Hou yǐ) es un importante yacimiento arqueológico en Suizhou, Hubei, República Popular de China Datada de poco después del 433 a. C. La tumba contenía los restos del marqués Yi de Zeng (a veces "Duque Yi"), y es una de las antiguas tumbas reales chinas que se han descubierto intactas y después se han excavado utilizando métodos de la arqueología moderna. Zeng era un subordinado de su poderoso vecino, Chǔ. La tumba fue hecha cerca del 433 aC, ya al final del periodo de las Primaveras y Otoños o el inicio del periodo de los Reinos Combatientes. La tumba procede del final de la época del entierro de grandes conjuntos de bronces rituales chinos en tumbas de élite, y también es inusual en el contenido de un gran número de instrumentos musicales, incluyendo el gran conjunto de campanas por la que es más conocida. 

## Descubrimiento y diseño

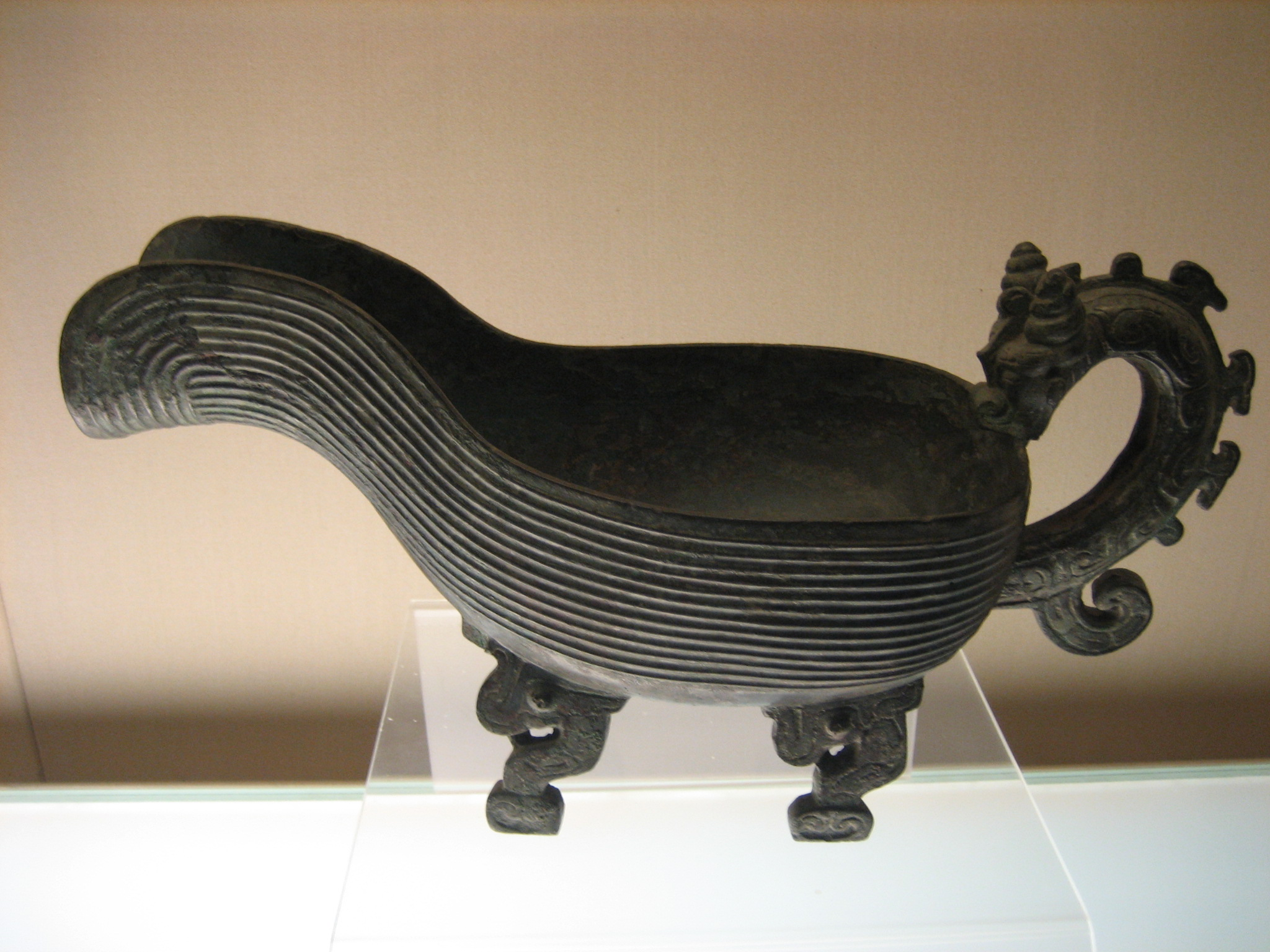
Una forma relativamente sencilla de Yi (jarrón), probablemente para lavarse las manos durante ofrendas rituales.

El Ejército Popular de Liberación descubrió accidentalmente la tumba en 1977, mientras se realizaba la destrucción de una colina para construir una fábrica en Leigudun. La tumba fue realizada con grandes vigas de madera y tiene una superficie de 220 metros cuadrados. La fecha «Jiayin 3er día» (甲寅三日) escrita en un diagrama astronómico lacado de la tumba, se cree que es la fecha de la muerte del marqués o una fecha importante en su vida, y se ha extrapolado: la tarde del tercer día del tercer mes lunar del año 433 antes de Cristo.

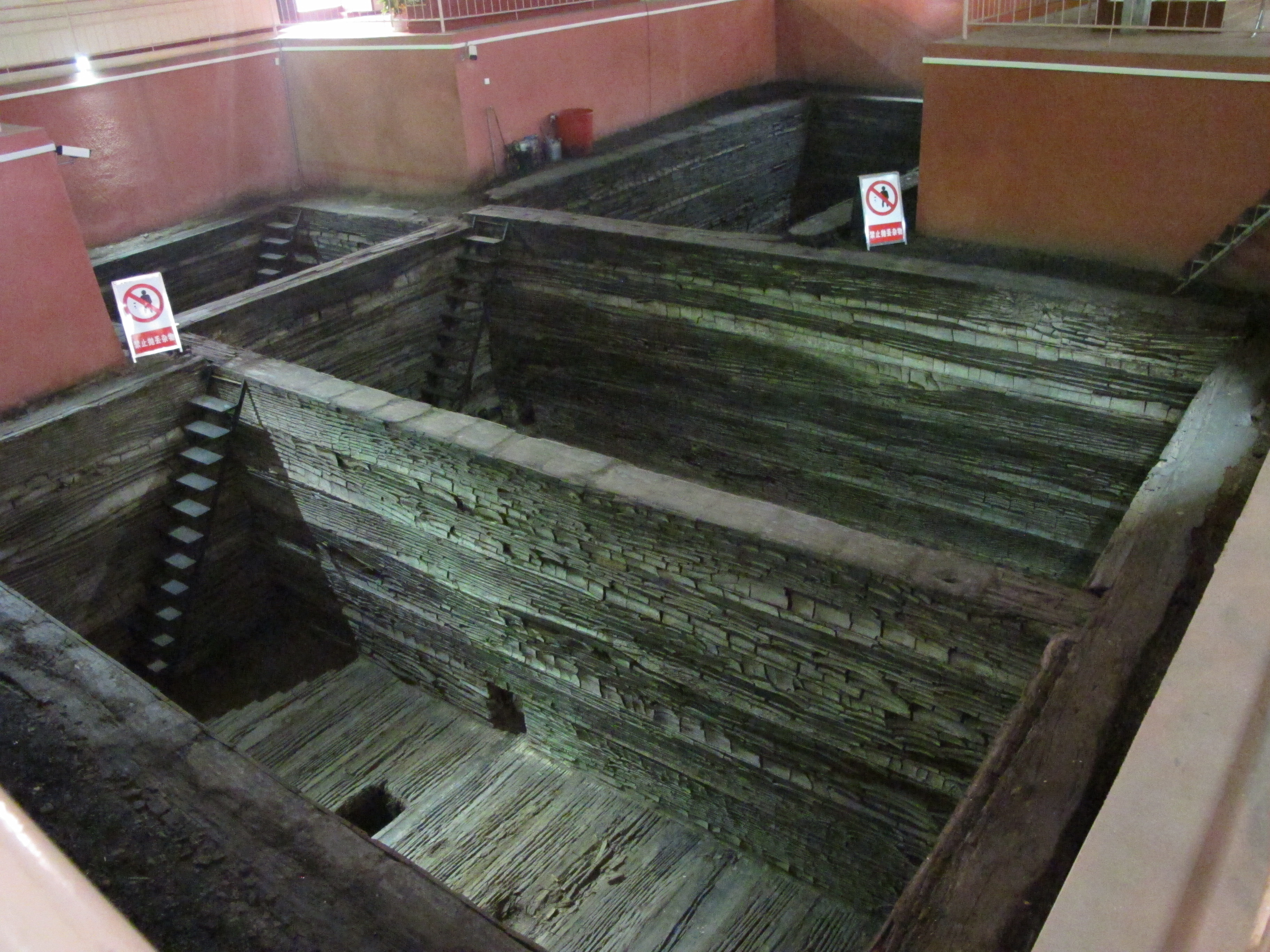
Disposición de la tumbar.

La tumba está dividida en cuatro cámaras separadas, asemejando su disposición la de un palacio. La cámara norte, es la más pequeña y contenía artefactos militares. La cámara este, contenía la tumba del marqués Yi, que fue enterrado en un féretro, de madera lacada, colocado dentro de otro féretro también lacado más grande. En esta cámara había otros ocho féretros que contenían los restos de ocho mujeres. La cámara oeste, poseía trece féretros que tenían los restos de otras trece mujeres. La cámara central es la más grande, y contenía un gran conjunto de instrumentos musicales rituales, incluyendo un conjunto de 64 bianzhong (campanas de bronce).
Una tumba peor conservada y más pequeña fue descubierta en 1981 a unos 100 metros de distancia, conteniendo los restos de una mujer relacionada con el marqués Yi. Esta tumba contenía un conjunto menos extravagante de 36 campanas de bronce y otros instrumentos musicales.

## Contenido

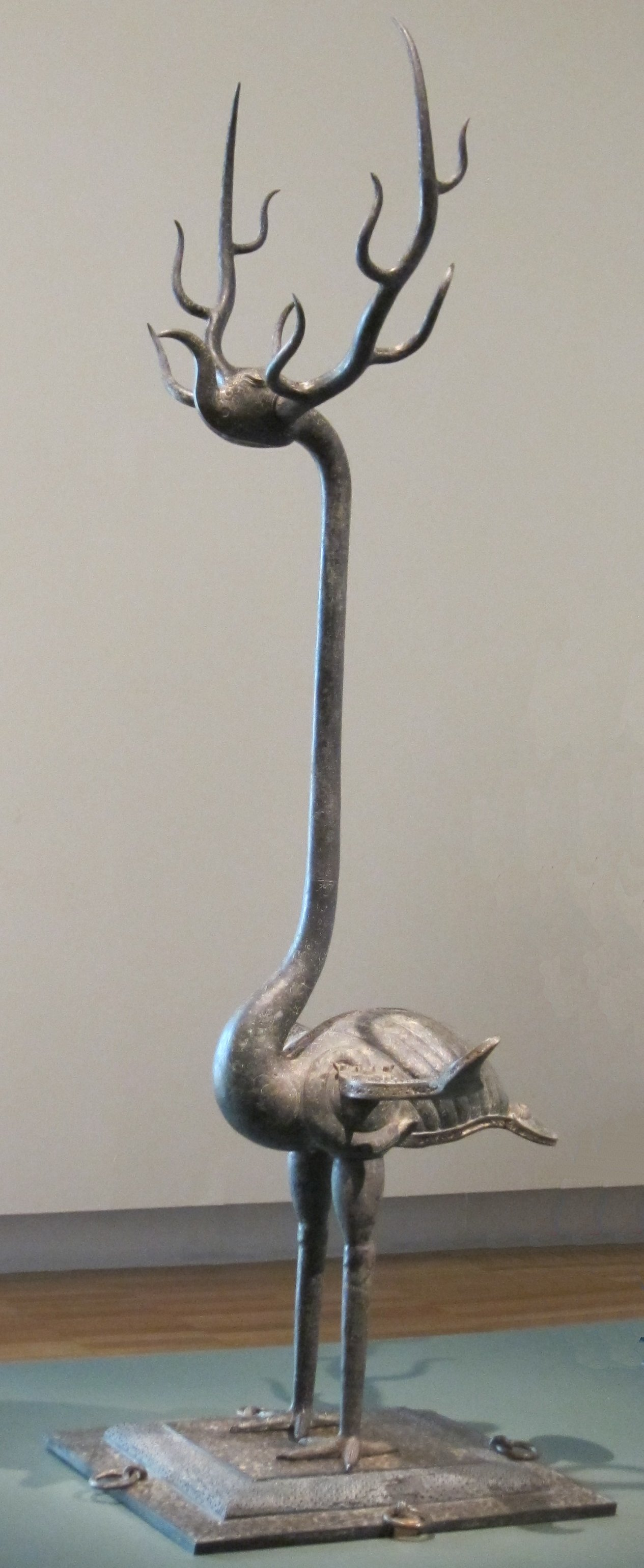
Estatua de bronce de un mítico «animal con cornamenta»" hallado en la tumba.

### Instrumentos musicales
El descubrimiento más famoso en la tumba del marqués, es el gran conjunto de 64 Bianzhong —campanas—, montadas en un marco elaborado, el que requiere un reparto en cinco partes y que fueron tocadas con mazas de madera para producir música. Las campanas son de dos tonos, produciendo dos tonos diferentes al ser golpeadas en el centro o en el lado; esta propiedad se consigue porque las campanas tienen una sección transversal en forma de almendra. Las campanas cubren un rango de cinco octavas. La colección también contiene una campana no coincidente, una ofrenda al marqués Yi, del Rey Hui de Chu, con un grabado que explica el viaje precipitado de este rey, desde el oeste, para hacer construir la campana y asistir a los funerales del marqués durante el 56.º año del reinado de Hui; la inscripción de la campana muestra las fechas del acontecimiento, correspondientes al 433 antes de Cristo. Las campanas fueron inscritas con notaciones musicales que detallaban la relación entre las normas de paso de Zheng, Chu y Zhou.
Otros instrumentos musicales en el conjunto incluyen campanas tubulares. Varios instrumentos de cuerda también fueron descubiertos en las tumbas, incluyendo Se, Guqin y Zhu. La tumba contenía también flautas de pan (paixiao), otras flautas y el instrumento especial Sheng, cada uno compuesto de un cuerpo de una única pieza mediante un antiguo procedimiento llamado «cuenta con el tiempo»: una calabaza se coloca dentro de un molde que contiene la forma deseada del instrumento. Una vez que la calabaza crece y madura, toma la forma del molde que se ajustaba a las propiedades musicales deseadas del instrumento.

### Bronces rituales
La tumba de Fu Hao de la dinastía Shang y esta tumba del marqués, representan uno de los más grandes conjuntos de vasijas de bronce rituales que han podido documentarse correctamente en el lugar. La mayor parte de la gran cantidad de bronces rituales existentes son piezas individuales, o parejas, sin contexto arqueológico documentado, pero es evidente que la mayoría de las piezas proceden originariamente de grandes grupos depositados en las tumbas de élite.
La tumba tenía un total de 88 vasijas y complementos como cucharas y palas, con muchos conjuntos coincidentes de un determinado tipo de recipiente. La decoración de los vasos es muy elaborada, con muchos elementos que sobresalen en relieve. El recipiente más grande es un objeto para vino en dos piezas, 33 cm de alto y casi lo mismo de anchura. Hay dos conjuntos diferentes de la caldera tipo ding, por regla general un componente clave de los conjuntos finales de los vasos: nueve ding abiertos, cinco haciendo juego con sus tapas, y siete individuales ding, dos muy grandes. Hay un juego de nueve más pequeños del tipo caldero. Otros recipientes incluyen un conjunto de ocho «gui» (vasija) con tapa para la ofrenda del grano, cuatro del tipo fǔ (簠) (vasijas de sacrificio cuadradas), diez vasijas con patas, y otras diversas en parejas o en piezas individuales.

### Otros contenidos
Además de los artefactos estéticos, la tumba albergaba un tesoro de armamento, incluyendo puntas de flecha, puntas de lanza y los radios de las ruedas del carro chino empleado para ataques; ástiles, mástiles y la estructura del vehículo al ser de madera desaparecieron con el tiempo. Esta tumba es importante en la historia del antiguo vidrio chino, puesto que contiene 173 perlas que se hicieron en un estilo occidental de Asia, similares a las encontradas en Gilán, Irán. 
Los primeros ejemplos conservados de escritos de tinta china sobre bambú fueron descubiertos también en esta tumba, mostrando los estilos caligráficos del estado Chu o Zeng. En ellos se documentaron las personas que asistieron a los funerales del marqués, como por ejemplo los oficiales y realeza de los estados de Chu y Zeng y también incluían detalles de su transporte, como el número de caballos que traían los carros. Estas láminas de bambú proporcionan información importante sobre el desarrollo de la caligrafía china.